# القاضي أبو خازم
عبد الحميد بن عبد العزيز السكوني الكندي البصري، ثم البغدادي الحنفي. فقيه من فقهاء البصرة. كان عالمًا بمذهب أهل العراق والفرائض والحساب والزرع والقسمة، حسنَ العلم بالجبر والمقابلة وحساب الدور وغامض الوصايا والمناسخات، قدوةً في العلم بصناعة الحكم ومباشرة الخصوم، وأحذقَ الناس بعمل المحاضر والسجلات والإقرارات. ولي القضاء بالشام، والكوفة والكرخ من مدينة السلام.
يقول الإمام الذهبي عنه :«وكان ثقة، دينا، ورعا، عالما، أحذق الناس بعمل المحاضر والسجلات، بصيرا بالجبر والمقابلة، فارضا، ذكيا، كامل العقل . أخذ عن هلال الرأي، وبكر العمي، ومحمود الأنصاري، الفقهاء، أصحاب محمد بن شجاع وغيره . وبرع في المذهب حتى فضل على مشايخه، وبه يضرب المثل في العقل» .تولى القضاء في دمشق عام أربع وستين ومائتين للهجرة، إلى أن قدم المعتضد قبل الخلافة دمشق لحرب ابن طولون ، فسار معه أبو خازم إلى العراق .

## شيوخه
- عيسى بن أبان، عن محمد بن الحسن.
- بكر بن محمد العمي، عن محمد بن سماعة، عن محمد بن الحسن.
- هلال الرأي.
- محمود الأنصاري.

## تلاميذه
- أبو جعفر لطحاوي.
- أبو طاهر الدباس.
- أبو الحسن الكرخي.

## وفاته
قال الطحاوي: مات ببغداد في جمادى الأولى سنة اثنتين وتسعين ومائتين.